# Скобелево (Хасковська область)
Ско́белево (болг. Скобелево) — село в Хасковській області Болгарії. Входить до складу общини Димитровград.

## Населення
За даними перепису населення 2011 року у селі проживали 526 осіб.
Національний склад населення села:
| Національність   | Кількість осіб | Відсоток |
| ---------------- | -------------- | -------- |
| болгари          | 456            | 86,7%    |
| цигани           | 57             | 10,8%    |
| турки            | 11             | 2,1%     |
| Всього відповіли | 526            |          |

Розподіл населення за віком у 2011 році:
Динаміка населення: